# Ikon 1931
IKON 1931 var ett kristet ungdomsmagasin som gavs ut av Dagen i samarbete med Svenska alliansmissionen ungdom 2007-2013. Under 2009 gavs den ut i sex nummer. IKON 1931 skapades genom en sammanslagning av tidningarna Gyro och Ung Tro. Namnet är tänkt att anknyta till ett tidigare kristet ungdomsmagasin vid namn Juniorvännen som startade 1931. Ikon är ett vedertaget namn för målningar av kristna gestalter och tidningen var tänkt att på liknande sätt ge en bild av Gud, enligt tidningens egna beskrivning.